# Krahn Chemie
Die Krahn Chemie GmbH (Eigenschreibweise: KRAHN) ist ein international tätiges Distributionsunternehmen für Spezialchemikalien und Wärmeträgerflüssigkeiten. Der Hauptsitz des Unternehmens befindet sich in Hamburg. 
Die Krahn Chemie GmbH ist eine Zwischenholding und gehört zur im Familienbesitz befindlichen Otto Krahn Group.

## Unternehmen
Die Krahn Chemie GmbH vertreibt international Spezialchemikalien und Wärmeträgerflüssigkeiten von Produzentenpartnern und bietet dazu anwendungstechnische Beratung sowie eigene Labordienstleistungen. Sie beliefert weiterverarbeitende Industrien aus den Bereichen Farben und Lacke, Bauchemie, Kleb- und Dichtstoffe, Kunststoffe, Kautschuk, Schmierstoffe sowie alle Industriebereiche, in denen Heiz- und Kühlkreisläufe im Einsatz sind.
In den Beneluxländern, Frankreich, Italien, Polen, Griechenland, Spanien, Schweden und UK sowie Rumänien, Tschechien, Ungarn und China ist die Krahn Chemie Gruppe mit Tochtergesellschaften oder Vertriebsteams vertreten.
Der Vertrieb und die Verarbeitung von Keramik- und Metallpulvern wurde 2020 ausgegliedert und ist als Krahn Ceramics GmbH eine der Tochtergesellschaften der Otto Krahn Group.

## Geschichte
Den Grundstock für die heutige Krahn Chemie Gruppe legte Otto Krahn 1909 mit der Gründung des gleichnamigen Handelshauses für Rohkautschuk, Gummiwaren, Schwergewebe und verwandten Produkten in Hamburg. Die Krahn Chemie GmbH wurde 1972 im Zuge einer Umstrukturierung aus dem Unternehmen ausgegliedert und übernahm von da ab das Handelsgeschäft mit chemischen Rohstoffen.
Ab 1989 erweiterte Krahn Chemie sein Geschäftsfeld um Technische Keramik, indem es zunächst Zirkondioxid als Rohstoff für die Anwendung im Dentalbereich qualifizierte. 1997 kam der Geschäftsbereich um Rohstoffe für die Schmierstoffindustrie hinzu.
Ab 2009 startete die Krahn Chemie GmbH den Ausbau ihrer Präsenz in Europa. 2009 wurde die Krahn Chemie Polska Sp. z o.o. mit Sitz in Poznań (Polen) gegründet.
Vier Jahre später akquirierte Krahn Chemie 2013 die ICH Benelux BV (heute Krahn Chemie Benelux BV) in Amsterdam (Niederlande) einschließlich der Tochterunternehmen Technoplan Farbtechnik GmbH & Co. KG in Bottrop (Deutschland) und ICH POLAND SP. z.o.o. in Poznań (Polen). 2014 erwarb Krahn Chemie den Mehrheitsanteil an der Pietro Carini S.p.A, Italien (heute Krahn Italia S.p.A) mit Sitz in Mailand. 2018 erfolgte die Übernahme des Vertriebsgeschäfts der französischen Memolex SAS, die in die neu gegründete Krahn France SAS eingebracht wurde. Mit der eMBe Products & Service GmbH (heute Krahn Ceramics GmbH) wurde 2019 ein Additiv-Hersteller für die Keramik- und Pulvermetallindustrie übernommen. 2020 erwarb Krahn Chemie GmbH die Mehrheit an der InterActive S.A. (heute Krahn Hellas S.A.) mit Sitz in Athen (Griechenland).
2020 wurde die eMBe Products & Service GmbH in Krahn Ceramics GmbH umbenannt und in ihr die Aktivitäten rund um technische Keramik gebündelt. Der Hauptsitz des Unternehmens wurde von Thierhaupten nach Hamburg verlagert und die Maschinen und Ausstattung des Unternehmens in das neue Technikum in Dinslaken integriert. Im gleichen Jahr wurde Krahn Ceramics ausgegliedert und ist jetzt ein Tochterunternehmen der Otto Krahn Group. 2021 wurde die Krahn Nordics GmbH mit den Tochtergesellschaften AmphoChem AB, Pemco Additives AB, Temper Technology AB, BGM Logistics AB in Schweden mehrheitlich akquiriert.  Ebenfalls im Jahr 2021 wurden die Petrico Limited UK (heute Krahn UK Limited.) und die Pemco Trigueros Spain SL (heute Krahn Iberia SL) erworben. 2022 wurden AmphoChem AB und Pemco Additives AB auf die Krahn Nordics AB verschmolzen, um das operative Geschäft in einer Gesellschaft zu bündeln. 

## Unternehmensstruktur
Zur Krahn Chemie Gruppe gehören folgende Unternehmen (Holding, Tochterfirmen & Beteiligungen):
- Krahn Chemie GmbH (Hamburg)
- Krahn Chemie Deutschland GmbH (Hamburg und Bottrop)
- Krahn Chemie Benelux BV (Zaandam, Niederlande)
- Krahn Chemie Polska Sp. z o.o. (Poznań, Polen)
- Krahn Italia S.p.A. (Mailand, Italien)
- Krahn France SAS (Avon, France)
- Krahn Hellas S.A. (Athen, Griechenland)
- Krahn Nordics AB (Göteborg, Schweden)
- Temper Technology AB (Göteborg, Schweden)
- BGM Logistics AB (Göteborg, Schweden)
- Krahn UK Ltd. (Sandbach, UK)
- Krahn Iberia SL (Aspe, Spanien)

Darüber hinaus existieren zusammen mit der Schwestergesellschaft Albis Distribution gemeinsame Vertriebsteams in Ungarn, Rumänien, Spanien und China.